# Heinrich Adam
Heinrich Adam (Nördlingen, 27 maart 1787 — München, 15 februari 1867) was een Duits landschapsschilder, lithograaf en etser.

## Leven
Adam was de tweede zoon van een banketbakker en kruidenier uit Nördlingen. Zijn oudere broer was de bekende kunstschilder Albrecht Adam. Na het werken in de banketbakkerij ging Heinrich naar de "Reichsstädtische Kunstakademie" waar hij een opleiding tot etser volgde. Naast zijn eigen werk etste hij ook afbeeldingen van zijn broer Albrecht en werken van oude meesters, bij voorkeur Nederlandse schilderkunst. Adam ondernam vanaf 1811 diverse studiereizen o.a naar het Comomeer en naar Noord-Italië. Daar richtte hij zich ook op techniek van het aquarel schilderen. Zijn tekeningen en schetsen werkte hij uit in diverse landschapsschilderijen. Andere bekende thema's en onderwerpen in zijn schilderijen zijn de Beierse Alpen de diverse stadsgezichten, vooral uit München en omgeving.

## Begraven

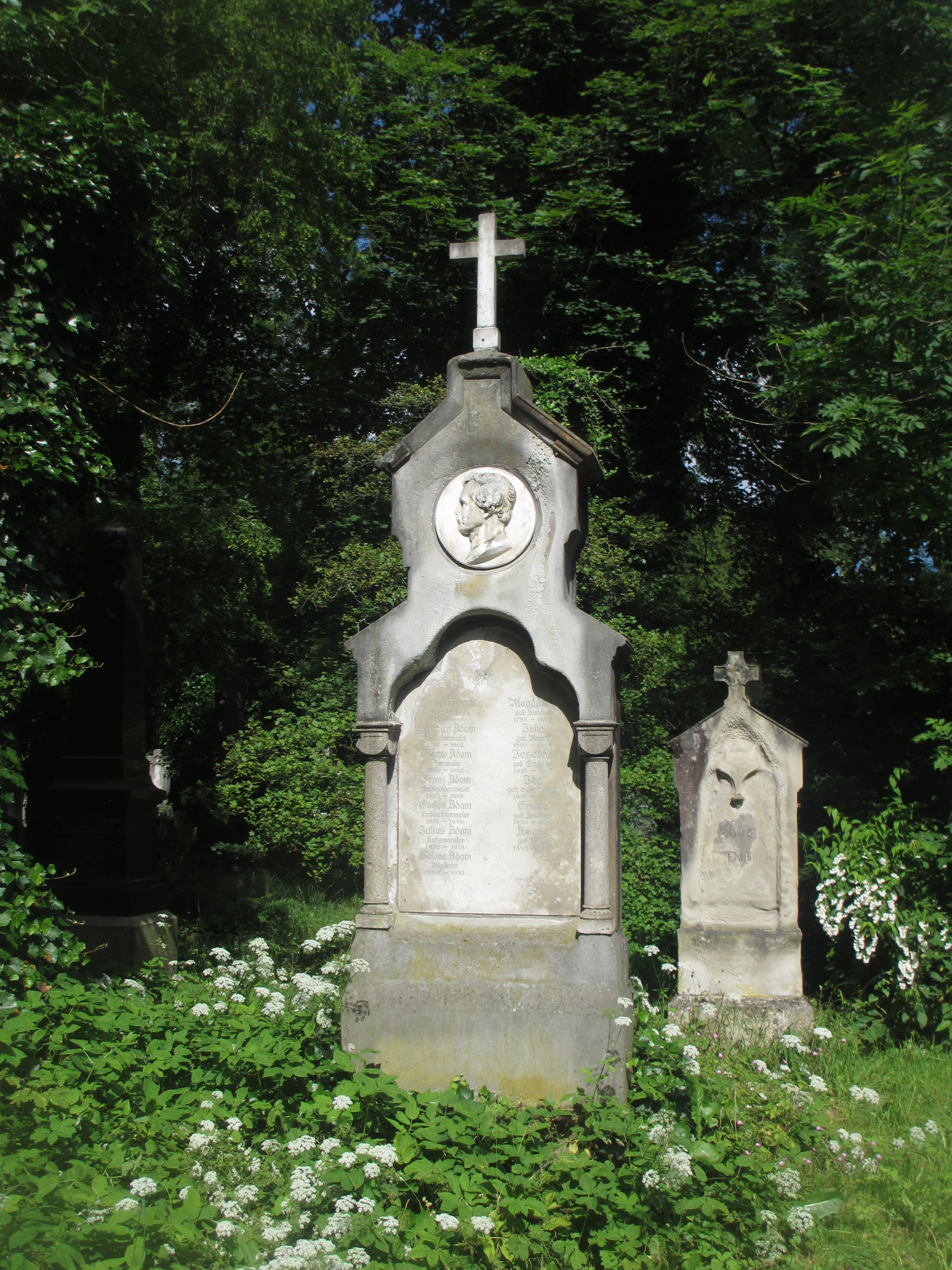
Graf van Heinrich Adam op de Alter Südfriedhof in München.

Volgens de inscriptie op het graf van zijn broer Albrecht, ligt ook Heinrich Adam in dit familiegraf, echter het grafboek van de begraafplaats vermeld hem niet.

## Galerij (selectie)

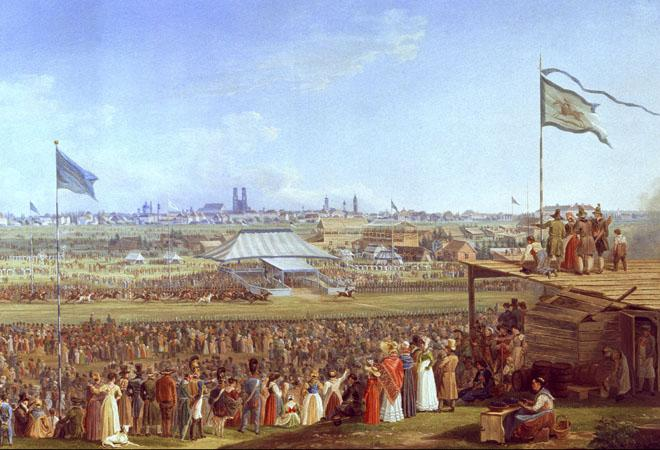
Paardenrennen op het Oktoberfest, München. (c. 1823)
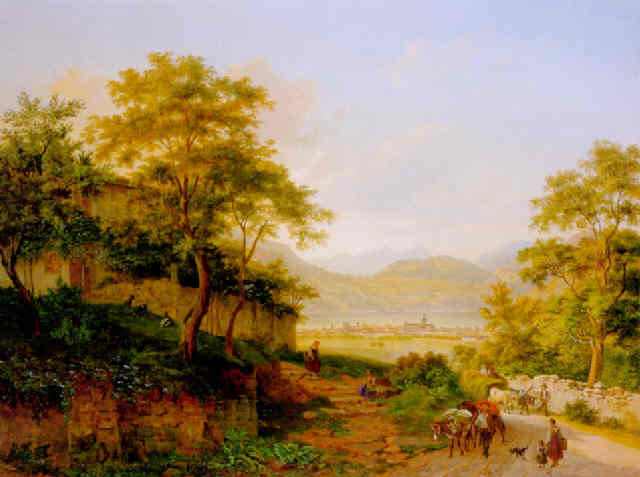
Gezicht op Como (1827)
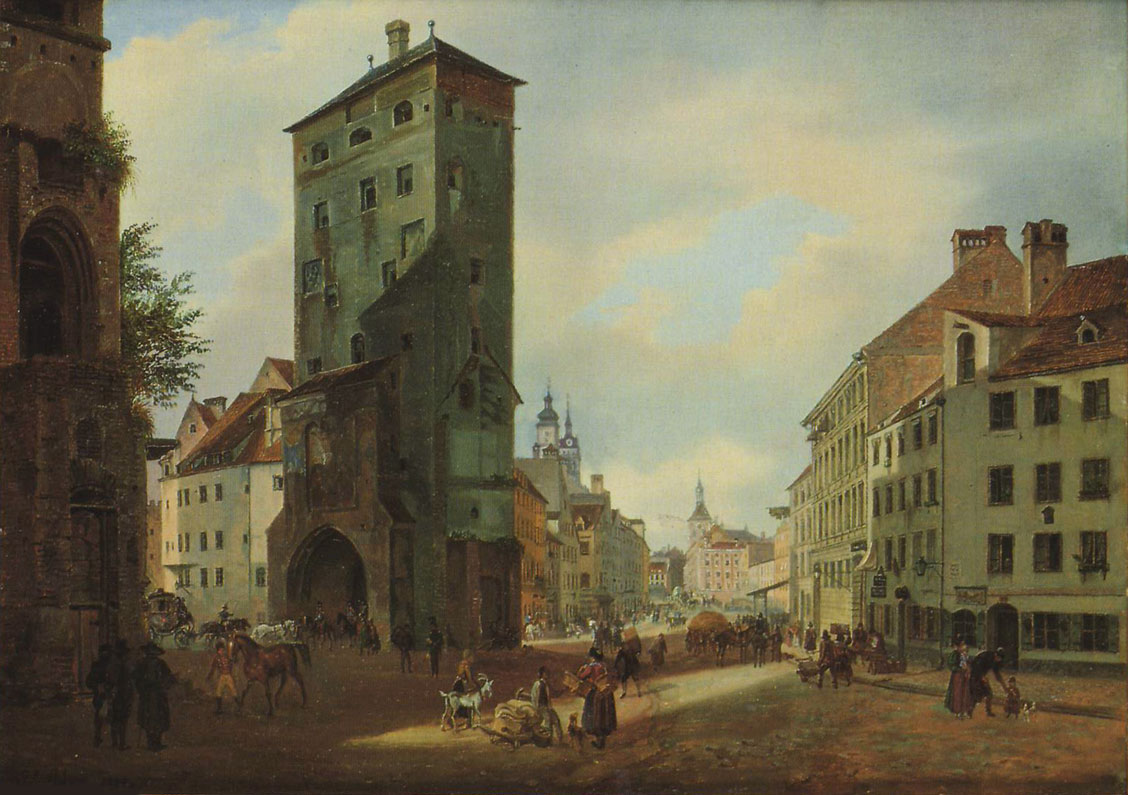
Das Isartor (1834)
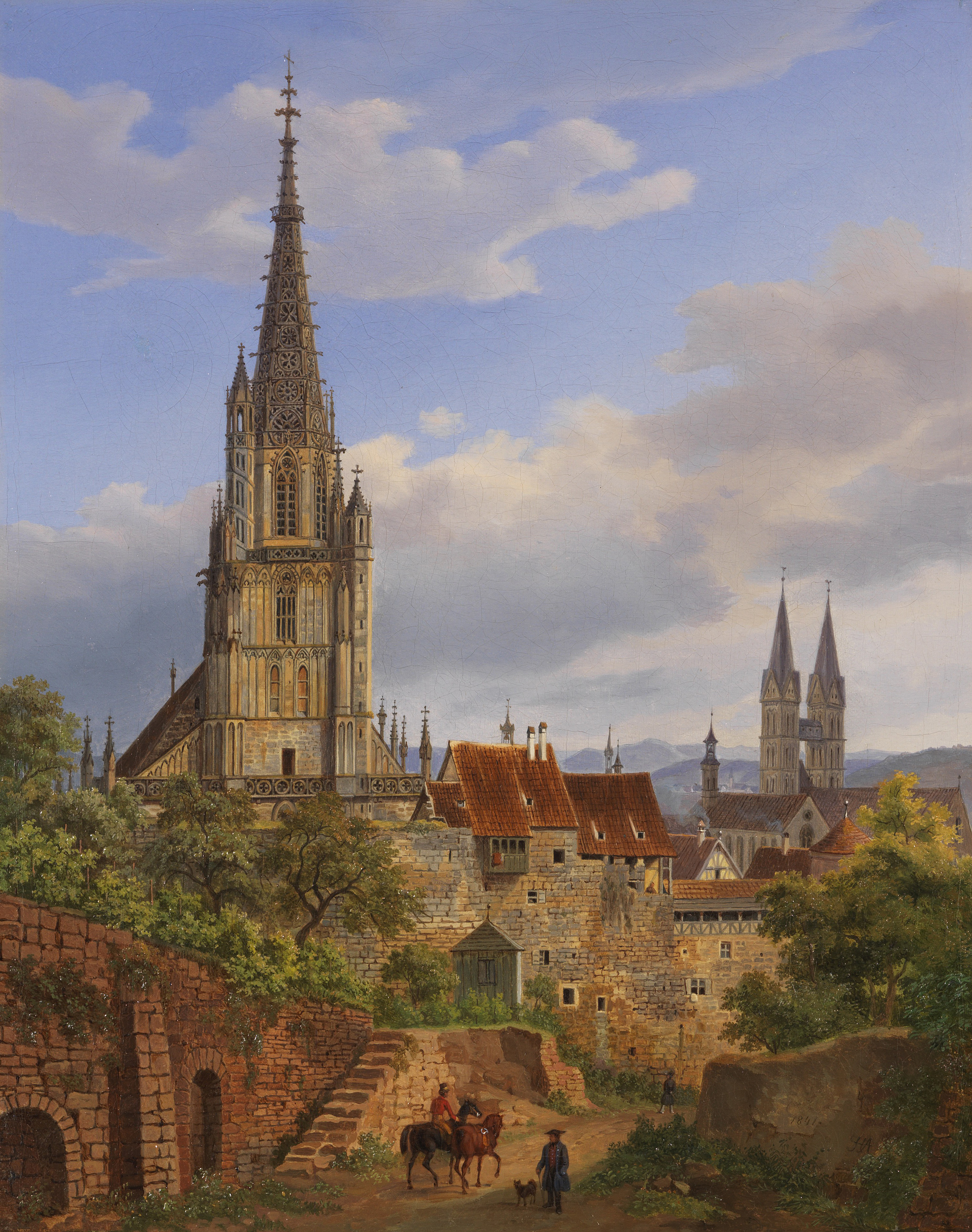
Esslingen (1841)